# Astacidae
Astacidae là một họ tôm nước ngọt bản địa của Châu Âu và tây Bắc Mỹ. Pacifastacus được tìm thấy ở bờ biển Thái Bình Dương của Bắc Mỹ và British Columbia bao gồm Pacifastacus leniusculus và Pacifastacus fortis. Các chi Astacus, Pontastacus và Austropotamobius được tìm thấy trên khắp châu Âu và một vài nơi ở Tây Á.

## Các loài
Họ Astacidae có 20 loài còn sinh tồn và 6 loài tuyệt chủng đã biết, được xếp vào 4 chi:
- Astacus Fabricius, 1775
  - Astacus astacus
  - Astacus balcanicus
  - Astacus colchicus
  - †Astacus edwardsii
  - †Astacus laevissimus
  - †Astacus multicavatus
- Austropotamobius Skorikov, 1907
  - Austropotamobius bihariensis[2]
  - Austropotamobius fulcisianus
  - †Austropotamobius llopisi
  - Austropotamobius pallipes
  - Austropotamobius torrentium
- Pacifastacus Bott, 1950
  - †Pacifastacus chenoderma
  - Pacifastacus connectens
  - Pacifastacus fortis
  - Pacifastacus gambelii
  - Pacifastacus leniusculus
  - †Pacifastacus nigrescens[3]
- Pontastacus Bott, 1950[4]
  - Pontastacus cubanicus
  - Pontastacus danubialis
  - Pontastacus daucinus
  - Pontastacus eichwaldi
  - Pontastacus kessleri
  - Pontastacus leptodactylus
  - Pontastacus pachypus
  - Pontastacus pylzowi
  - Pontastacus salinus